# Incidente Ypiranga
O Incidente Ypiranga ocorreu em 21 de abril de 1914, no Porto de Veracruz no México. O SS Ypiranga era um navio a vapor que foi contratado para transportar armas e munições para o governo federal mexicano sob Victoriano Huerta. Os Estados Unidos colocaram o México sobre um embargo de armas para sufocar o fluxo para o país devastado pela guerra, então no auge da guerra civil, o governo mexicano foi forçado a recorrer a Europa para algum tipo de ajuda. O Ypiranga tentou entrar no porto de Veracruz para descarregar justamente no primeiro dia da ocupação da cidade pelos Estados Unidos, mas foram detidos pelas tropas estadunidenses que foram mandadas pelo presidente Woodrow Wilson para impor um embargo de armas que havia começado no México. Não havia nenhuma declaração de guerra ao México pelos Estados Unidos, nem um bloqueio formal em seus portos, assim, a detenção do Ypiranga não era legal. Desviou para Puerto México, um porto fora da influência estadunidense e foi capaz de descarregar sua carga para os funcionários de Huerta.

## Antecedentes
Em fevereiro de 1913, Victoriano Huerta lançou um golpe de Estado, conhecido como Decena Trágica, com o apoio de Félix Díaz, o sobrinho do deposto presidente Porfirio Díaz e o embaixador estadunidense Henry Lane Wilson para derrubar o governo de Francisco I. Madero. O México havia se envolvido em uma guerra civil que já durava dois anos, e até este ponto, Huerta foi incapaz de aprovar seus planos de pacificação. Em vez disso, ele continuou lutando com os rebeldes por um tempo até quase esgotar completamente seus recursos. O presidente estadunidense William Howard Taft concluiu com base na magnitude da violência doméstica, que os carregamentos de armas dos Estados Unidos para o México não seriam autorizados por ordem do Congresso Estadunidense. Huerta se tornou dependente das armas européias e asiáticas por um curto período de tempo, até criar conexões com os Estados Unidos através de seus agentes que coordenaram as vendas de armas para locais como Cuba, que foram contrabandeadas em todo o Golfo do México. Huerta começou a trabalhar em estreita colaboração com Leon Raast, o vice-consul russo na Cidade do México. Raast viajou para Nova Iorque para se encontrar com o agente Huertista Abraham Ratner e a importadora Marquard and Company, para comprar vinte canhões para adicionar ao seu arsenal já armazenado na cidade. Raast então se reuniu com o presidente da Gans Steamship Line que iria transportar o contrabando para ele, mas não podia legalmente consignar as armas para um porto no México, no entanto, ele iria entregar em um porto em Odessa, Rússia.

## A expedição
O manifesto obtido pelo Departamento de Justiça dos Estados Unidos após a saída do SS Brinkburn, listou a grande quantidade de munições que estava a bordo do navio. A carga incluía: 10 000 casos de calibre; 30 cartuchos; 4 000 casos de cartuchos; 1 000 casos de carabinas e 14/30 metralhadoras de fogo rápido. O valor total dos 15 770 casos registados nos EUA são de US$ 607 000.